# Christoph Frei
Christoph Frei (ur. 1960 we Frauenfeld) – szwajcarski politolog, dziennikarz i profesor historii idei politycznych i stosunków międzynarodowych na Uniwersytecie St. Gallen.

## Życiorys
Frei studiował nauki polityczne na Uniwersytecie St. Gallen, gdzie później pracował również jako asystent. W 1993 obronił doktorat na podstawie pracy o Hansie Morgenthau. W latach 1994–1996 pracował jako osobisty asystent Kurta Furglera. Następnie, po krótkiej karierze w polityce, Frei pracował jako wykładowca na różnych uniwersytetach, m.in. na Uniwersytecie Andrássy w Budapeszcie. W latach 2004–2007 był redaktorem politycznym miesięcznika Schweizer Monat. Od 2006 roku jest profesorem historii idei politycznych i stosunków międzynarodowych na Uniwersytecie w St. Gallen. Frei jest również członkiem rady powierniczej liberalnego think-tanku Liberales Institut w Zurychu.
Jest współredaktorem (wraz z Robertem Nefem) tomu poświęconego myśli Friedricha Augusta von Hayeka.
Od stycznia 2011 roku Frei jest członkiem rady doradczej Media Tenor AG, szwajcarskiego przedsiębiorstwa specjalizującego się w analizie mediów.